# En immersion (série télévisée, 2015)
Pour les articles homonymes, voir En immersion.
En immersion est une série télévisée française en trois épisodes de 52 minutes, créée par Philippe Haïm et diffusée pour la première fois le 7 janvier 2016 sur Arte. Elle est scénarisée par Philippe Haïm et Pierre Cabon ; produite par Bénédicte Lesage et Ariel Askenazi. Philippe Haïm est également le compositeur de la bande-son.

## Synopsis
Cette série met en scène Michel Serrero, un policier célibataire, et sa fille adolescente à Paris. Le père apprenant qu'il a une maladie grave s'investit dans l'infiltration d'un réseau dirigé par Guillaume Leanour mettant en circulation une nouvelle drogue.

## Distribution
Les principaux acteurs sont :
- Patrick Ridremont : Michel Serrero
- Olivier Chantreau : Guillaume Leanour
- Emmanuelle Meyssignac : La Reine
- Pénélope-Rose Lévèque : Clara Serrero

## Épisodes
1. Les Naufragés
2. Narcose
3. De Profundis

## Commentaires
Première décrit cette série télévisée en noir et blanc comme « âpre et terriblement prenant ». Libération la juge « plutôt réussie du point de vue formel » et pointe « un climat d’hyperviolence qui rappelle Sin City ». Constance Jamet du Figaro souligne « une image léchée hyperstylisée, des ralentis, des hallucinations aquatiques et peu de dialogues ».